# Пермский государственный медицинский университет
Пе́рмский госуда́рственный медици́нский университе́т (ПГМУ) им. академика Е. А. Вагнера — высшее медицинское учебное заведение в городе Перми.
История высшего медицинского образования в Перми началась в 1916 году с медицинского отделения физико-математического факультета Пермского государственного университета. В следующем году отделение стало самостоятельным факультетом, а в 1931 году открылся Пермский медицинский институт.
В 1994 году институт был переименован в Пермскую государственную медицинскую академию. В 2014 году академии был присвоен статус университета.

## Руководители вуза
- Большаков Николай Филиппович (1931—1934) — ассистент кафедры кожных и венерических болезней, первый ректор Пермского медицинского института.
- Сумбаев Петр Петрович (1935—1950) — доцент, заведующий кафедрой военно-медицинской подготовки.
- Мамойко Сергей Фёдорович (1951—1952) — профессор, заведующий кафедрой нормальной анатомии.
- Косицин Иван Иванович (1953—1959) — профессор, заведующий кафедрой нормальной анатомии.
- Ивановская Татьяна Владимировна (1960—1969) — доцент кафедры фармакологии.
- Вагнер Евгений Антонович (1970—1995) — хирург, сооснователь Кировской государственной медицинской академии, доктор медицинских наук, профессор, академик Академии медицинских наук СССР, заслуженный врач РСФСР, заслуженный деятель науки РСФСР, лауреат Государственной премии РФ.
- Черкасов Владимир Аристархович (1995—2005) — хирург, доктор медицинских наук, профессор, заслуженный врач Российской Федерации.
- Корюкина Ирина Петровна (2005—2020) — педиатр, доктор медицинских наук, профессор, заслуженный деятель науки Российской Федерации.
- Минаева Наталия Витальевна (2020—2022, и. о. ректора) — доктор медицинских наук, профессор кафедры педиатрии факультета дополнительного профессионального образования.
- Благонравова Анна Сергеевна (с 2022, и. о. ректора) — доктор медицинских наук, профессор[4]

## Учебная база ПГМУ

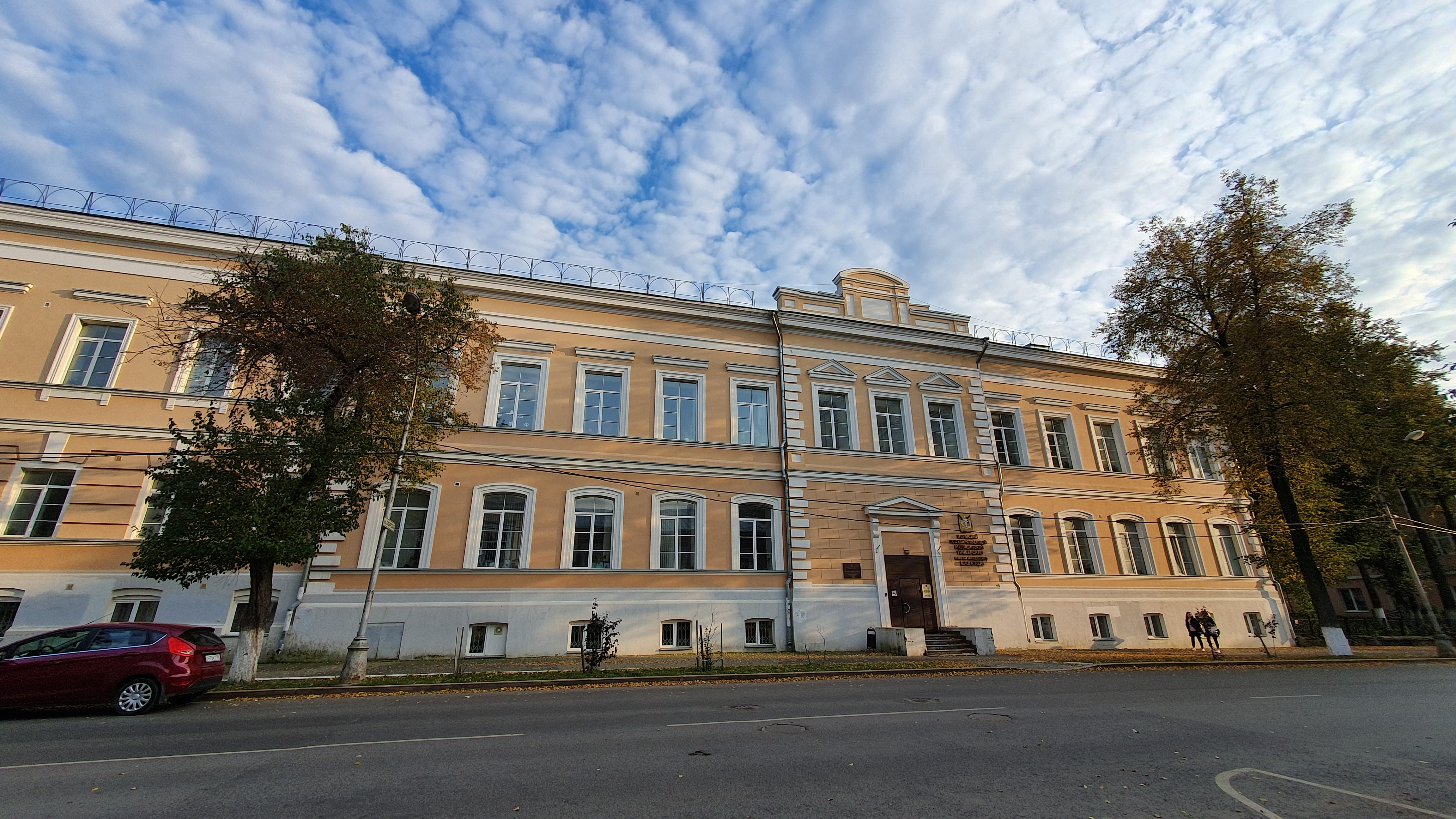
Пермский государственный медицинский университет им. ак. Е. А. Вагнера, Административный корпус

В составе Университета 7 факультетов и медико-фармацевтическое училище, 72 кафедры и 4 самостоятельных курса, сильная научно-исследовательская лаборатория и фундаментальная библиотека.
- Лечебный факультет
- Стоматологический факультет
- Педиатрический факультет
- Медико-профилактический факультет
- Факультет психолого-социальной работы и высшего сестринского образования
- Факультет дополнительного профессионального образования
- Факультет довузовского образования и целевого обучения